# 1950 في السعودية
تحتوي هذه المقالة على أهم الأحداث التي شهدتها السعودية في 1950، إضافة إلى أهم الشخصيات السعودية التي وُلدت أو تُوفيت في هذه السنة.

## السياسة

### الحكم
الملك: عبد العزيز بن عبد الرحمن آل سعود

## أحداث
- إنجاز خط أنابيب التابلاين الذي يربط حقول الزيت في المنطقة الشرقية في السعودية حتى لبنان على ساحل البحر الأبيض المتوسط.
- عمل خط سكة حديد يربط الدمام والظهران وبقيق والهفوف.[1]
- تأسيس نادي هجر لكرة القدم.
- إنشاء قاعدة الإمدادات والتموين العسكرية.
- عقد اتفاقية الحيلة الذهبية بين السعودية وتحالف شركات النفط الأمريكية، والتي تقضي بتقاسم أرباح الحقول النفطية مناصفة بينهما.[1]

### يناير
- 29: عقد اتفاقية تجارية وأخرى اقتصادية بين السعودية وسوريا.[1]

### أغسطس
- 4: الولايات المتحدة توفر معدات ومواد لتطوير طرق المواصلات في السعودية.[1]

### أكتوبر
- 24: التمثيل الدبلوماسي بين الولايات المتحدة والسعودية أصبح على مستوى السفارة، وكان ريموند هير أول سفير لديها.[2]

## مواليد
- محمد بن فهد بن عبد العزيز آل سعود، أمير المنطقة الشرقية السابق.
- إبراهيم أبو عباة، كاتب وشاعر وأكاديمي أدبي.

### مايو
- 13: فيصل بن عبد الله بن محمد آل سعود، وزير التعليم سابقاً.

### أغسطس
- 25: عثمان العمير، ناشر ورئيس تحرير صحيفة إيلاف.

## وفيات
- نورة بنت عبد الرحمن بن فيصل آل سعود، شقيقة الملك عبد العزيز آل سعود (و. 1875).[3]
- حسين بن نفيسة، شاعر سعودي (و. 1873).
- محمد بن سعد بن زيد، أوّل أمير لمنطقة الرياض.

### يناير
- 23: عبد القادر بن توفيق الشلبي، عالم وشاعر سعودي (و. 1883).[4]